# Unterseeboot 302
Le Unterseeboot 302 (ou U-302) est un sous-marin allemand (U-Boot) de type VII.C utilisé par la Kriegsmarine (marine de guerre allemande) pendant la Seconde Guerre mondiale.

## Construction
L'U-302 est un sous-marin océanique de type VII C. Construit dans les chantiers de Flender Werke AG à Lübeck, la quille du U-302 est posée le 12 février 1941 et il est lancé le 25 mars 1942. L'U-302 entre en service deux mois et demi plus tard.

## Historique
Mis en service le 16 juin 1942, l'Unterseeboot 302 reçoit sa formation de base à Danzig en Pologne au sein de la 8. Unterseebootsflottille jusqu'au 30 novembre 1942, puis l'U-302 intègre sa formation de combat à Bergen en Norvège avec la 11. Unterseebootsflottille. Au 1er juin 1943, l'U-302 est affecté à la formation de combat de la 13. Unterseebootsflottille à Trondheim en Norvège. Le 1er novembre 1943, il rejoint la formation de combat de la 9. Unterseebootsflottille à Brest en France.
L'U-302 effectue huit patrouilles sous les ordres du Kapitänleutnant  Herbert Sickel, promu à ce grade au 1er décembre 1942, dans lesquelles il a coulé trois navires marchands ennemis pour un total de 12 697 tonneaux au cours de ses 275 jours en mer.
En vue de la préparation à sa première patrouille, l'U-302 quitte le port de Kiel le 26 novembre 1942 et arrive six jours plus tard le 1er décembre 1942 à  Bergen en Norvège. L'Oberleutnant zur See Herbert Sickel est promu le jour de son arrivée au grade de Kapitänleutnant.
Pour sa première patrouille, il quitte Bergen le 2 janvier 1943. Cinq jours de mer plus tard, il arrive à Narvik le 16 janvier 1943.
Le 26 janvier 1943, au cours de sa deuxième patrouille, l'U-302 doit interrompre sa mission dans l'Océan Arctique en raison de graves problèmes techniques. Il arrive à Kåfjord le 29 janvier 1943, soit après vingt jours en mer.
Sa sixième patrouille commence du port de Skjomenfjord le 30 juillet 1943. Naviguant dans l'Océan Arctique l'U-302 coule un navire marchand soviétique de 2 290 tonneaux le 28 août 1943 dans la mer de Kara. Après 55 jours en mer, le voici de retour le 22 septembre 1943 à Skjomenfjord
L'U-302 appareille le 11 mars 1944 de la base sous-marine de La Rochelle (La Pallice) pour sa huitième patrouille.

Le 6 avril 1944, il coule deux navires marchands norvégiens pour un total de 9 777 tonneaux.

Après 27 jours en mer, l'U-302 est coulé à son tour le 6 avril 1944 lors de l'attaque du convoi SC-156 dans l'Atlantique Nord au nord-ouest des Açores à la position géographique de 45° 05′ N, 35° 11′ O par des charges de profondeur lancées de la frégate britannique HMS Swale. Les 51 membres d'équipage meurent dans cette attaque.

## Affectations successives
- 8. Unterseebootsflottille à Danzig du 16 juin au 30 novembre 1942 (entrainement)
- 11. Unterseebootsflottille à Bergen du 1er décembre 1942 au 31 mai 1943 (service actif)
- 13. Unterseebootsflottille à Trondheim du 1er juin au 21 octobre 1943 (service actif)
- 9. Unterseebootsflottille à Brest du 1er novembre 1943 au 6 avril 1944 (service actif)

## Commandement
- Oberleutnant zur See, puis Kapitänleutnant Herbert Sickel du 16 juin 1942 au 6 avril 1944

## Patrouilles
|       | Commandant           | Départ            | Départ       | Arrivée           | Arrivée      | Jours     | Succès   |
| ----- | -------------------- | ----------------- | ------------ | ----------------- | ------------ | --------- | -------- |
|       | Oblt. Herbert Sickel | 26 novembre 1942  | Kiel         | 1er décembre 1942 | Bergen       | 6 jours   |          |
| 1     | Kplt. Herbert Sickel | 2 janvier 1943    | Bergen       | 16 janvier 1943   | Narvik       | 5 jours   |          |
| 2     | Kplt. Herbert Sickel | 10 janvier 1943   | Narvik       | 29 janvier 1943   | Kåfjord      | 20 jours  |          |
| 3     | Kplt. Herbert Sickel | 2 février 1943    | Kåfjord      | 21 février 1943   | Narvik       | 20 jours  |          |
| 4     | Kplt. Herbert Sickel | 14 mars 1943      | Narvik       | 15 mars 1943      | Narvik       | 2 jours   |          |
| →     | Kplt. Herbert Sickel | 17 mars 1943      | Narvik       | 17 avril 1943     | Narvik       | 32 jours  |          |
|       | Kplt. Herbert Sickel | 18 avril 1943     | Narvik       | 20 avril 1943     | Trondheim    | 3 jours   |          |
|       | Kplt. Herbert Sickel | 29 mai 1943       | Trondheim    | 1er juin 1943     | Hammerfest   | 4 jours   |          |
| 5     | Kplt. Herbert Sickel | 9 juin 1943       | Hammerfest   | 19 juillet 1943   | Narvik       | 41 jours  |          |
|       | Kplt. Herbert Sickel | 25 juillet 1943   | Narvik       | 25 juillet 1943   | Skjomenfjord | 1 jour    |          |
| 6     | Kplt. Herbert Sickel | 30 juillet 1943   | Skjomenfjord | 22 septembre 1943 | Skjomenfjord | 55 jours  | 2 920    |
|       | Kplt. Herbert Sickel | 23 septembre 1943 | Skjomenfjord | 25 septembre 1943 | Trondheim    | 3 jours   |          |
| 7     | Kplt. Herbert Sickel | 6 décembre 1943   | Trondheim    | 30 janvier 19434  | La Pallice   | 56 jours  |          |
| 8     | Kplt. Herbert Sickel | 11 mars 1944      | La Pallice   | 6 avril 1944      | Coulé        | 27 jours  | 9 777    |
| Total | Total                | Total             | Total        | Total             | Total        | 258 jours | 12 697 t |

Note : Oblt. = Oberleutnant zur See - Kplt. = Kapitänleutnant

### Opérations Wolfpack
L'U-302 a opéré avec les Wolfpacks (meute de loups) durant sa carrière opérationnelle.
1. Nordwind (24 janvier 1943 - 29 janvier 1943)
2. Eisbär (27 mars 1943 - 15 avril 1943)
3. Wiking (5 août 1943 - 16 septembre 1943)
4. Coronel 2 (15 décembre 1943 - 17 décembre 1943)
5. Amrum (18 décembre 1943 - 23 décembre 1943)
6. Rügen 4 (23 décembre 1943 - 2 janvier 1944)
7. Rügen 3 (2 janvier 1944 - 5 janvier 1944)
8. Rügen 4 (5 janvier 1944 - 7 janvier 1944)
9. Rügen (7 janvier 1944 - 22 janvier 1944)
10. Preussen (19 mars 1944 - 22 mars 1944)

## Navires coulés
L'Unterseeboot 302 a coulé trois navires marchands ennemis pour un total de 12 697 tonneaux au cours des huit patrouilles (258 jours en mer) qu'il effectua.
| Date         | Nom           | Nationalité      | Tonnage (GRT) | Convoi | Fait  |
| ------------ | ------------- | ---------------- | ------------- | ------ | ----- |
| 28 août 1943 | Dikson        | Union soviétique | 2 290         |        | Coulé |
| 6 avril 1944 | Ruth I        | Norvège          | 3 531         | SC-156 | Coulé |
| 6 avril 1944 | South America | Norvège          | 6 246         | SC-156 | Coulé |

### Source et bibliographie
- (en) Cet article est partiellement ou en totalité issu de l’article de Wikipédia en anglais intitulé « German submarine U-302 » (voir la liste des auteurs).
- Chris Bishop, historien militaire (trad. de l'anglais par Christian Muguet), Les sous-marins de la Kriegsmarine : 1939-1945 : le guide d'identification des sous-marins [« The spellmount submarine identification guide : Kriegsmarine U-boats 1939-1945 »], Paris, Éd. de Lodi, 2008, 192 p. (ISBN 978-2-84690-327-1, OCLC 470721805, BNF 41298980)